# Какідзакі Йосіхіро
Какідзакі Йосіхіро (1479 — 24 вересня 1545) — даймьо на о. Хоккайдо. Увесь час володарювання воював з айнами.

## Життєпис
Походив з самурайського роду Какідзакі. Син даймьо Какідзакі Міцухіро. Народився 1479 року. Замолоду долучився до військової справи. Відзначився під час потужного повстання айнів 1512—1515 років. У 1518 році після смерті батька стає правителем японських володінь на Хоккайдо.
скористався тимчасовим послабленням айнських племен для розширення своїх володінь. Але невдовзі наштовхнувся на опір корінного населення. У 1525 році почалася війна з айнами на чолі із вождем Танасягасі. Незважаючи на попередні втрати японців Какідзакі Йосіхіро невдовзі завдав айнам поразки. У 1529 році військові дії відновилися. Спочатку айни завдали поразки японцям у битві біля Сетанай. Решта загону відступила до укріплення Вакі, частина замкового комплексу Кацуяма. З огляду на складну ситуацію Йосіхіро запропонував вождю Танасягасі перемовини, але щойно той наблизився до замкової стіни, його було вбито стрілою.після цього Какідзакі Йосіхіро атакував деморалізованих айнів, яких було перебито в болоті Хісіке.
У 1531 року айни знову повстали, але даймьо їх швидко приборкав. У 1536 році Тарікона, вождь західних айнів, й зять Танасягасі, очолив потужне повстання проти японців. Какідзакі Йосіхіро опинився у вкрай складній ситуації, оскільки його загони зазнали низки поразок. Тоді даймьо скористався тим, що айни свято шанували звичай гостинності, запросивши Тарікона разом з іншими очільниками на бенкет, де наказав усіх вбити. Відтак японці приборкали й це повстання.
У 1543 році Какідзакі Йосіхіро знову був вимушений вести війну з айнами, що виступили проти загарбницьких дій японських колоністів. Даймьо вкотре вдалося здолати супротивника. 1545 року він помирає. Владу успадкував старший син Какідзакі Суехіро.